# Обсада на Варна (1201)
Обсадата на Варна е проведена между 21 и 24 март 1201 г. като от една страна са обсаждащите българи, а от друга – обсадените византийци. Крепостта пада и цар Калоян превзема града. Основен източник за това събитие е обширната история на съвременника на обсадата Никита Хониат.

## Прелюдия
След като най-младият от тримата Асеневци Калоян се възкачва на престола в началото на 1197, той незабавно показва решението си да продължи войната с византийците с намерение да освободи всички български земи. На следващата година Калоян дори се съюзява с Иванко, убиеца на най-големия му брат Иван Асен.

## Ход на военните действия
В началото на новия век Калоян завзема Констанция (днес близо до Симеоновград) и впоследствие се отправя в противоположна посока, за да обсади последната византийска крепост на север от Стара планина – Варна. Варна се е защитавала от голям гарнизон, включително от западни наемни войници, които са били познати като най-смелите войници във византийската армия. За да завземат крепостта, българските инженери конструират огромна обсадна кула, която е по-широка от външния ров. С помощта на обсадни съоръжения българската армия успява да премине през рова и достига стените на града. На третия ден от обсадата, 24 март 1201, войниците правят пробив. Според византийския историк Никита Хониат Калоян не се поколебал да убие всички защитници, въпреки факта, че било Великден. Византийците са хвърлени в рова и заровени живи. След като унищожил градските стени, се завърнал в столицата Търново.